# ブリタニア列王の事績
『ブリタニア列王の事績』（ラテン語: Gesta Regum Britanniae）、1236年から1254年の間のいずれかの時期に執筆されたと見られる、ラテン語の叙事詩。ジェフリー・オブ・モンマスの偽史書『ブリタニア列王史』の翻案作品であり、ガルテールス・デ・カステリオーネの『アレクサンドロス大王の歌』や、アラーヌス・ド・インスリスの『クラウディアーヌスを駁す』 (Anticlaudianus) からの影響が認められる。一般的にはブルトン人の修道士ウィリアム・オブ・レンヌに帰せられるが、完全に著者が特定できている訳ではない。

## 執筆年代
この叙事詩には献呈先の人物が記されているため、ここから執筆年代をある程度絞り込むことが可能となる。第1巻の冒頭部には「ヴァンヌの司教がこの企てに援助をお与えくださいますように」、第10巻の末尾には「そして、司教カディオクスが君らの口伝えにより、永遠（とわ）の名声を博し生き永らえますように！」とあり、また折句の手法で全10巻の各巻の最初のアルファベットにC・H・A・D・I・O・C・C・U・S（カディオクス）の名が隠されてもいる。この「ヴァンヌの司教カディオクス」は1236年に列聖され、1254年にこの世を去っていることから、執筆時期もこの期間にあると推定できる。

## 写本および著者
この叙事詩を収める写本は、大英図書館の所蔵するコットン写本ジュリアス D.xi、ヴァランシエンヌ市立図書館写本792、パリ国立図書館写本lat.8491の3冊のみが現存している。3冊それぞれが相異なる人物を叙事詩の著者としているが、13世紀中葉という執筆年代を考慮すると、時代錯誤とならない人物はパリ国立図書館写本lat.8491が指すウィリアム・オブ・レンヌただ一人であるため、一般的にはこの人物が著者とされる。

## あらすじ

### 第1巻
ブリタニアの伝説的な名祖であるブルートゥスがイタリアを追放された後に、ギリシアで奴隷として捕囚されていたトロイア人たちを解放するなどの行いを通じて勢力を拡大し、ブリテン島に一族の足掛かりを作るまでが語られる。

### 第2巻
ブルートゥスは現在のロンドンに相当する土地に城塞都市〈新トロイア〉（トリノヴァントゥム）を創建するが、やがてこの世を去る。その子の一人、ロクリヌスは棄てた前妻グウェンドレナの復讐を受け、彼女の祖国の軍によって戦没する。叙事詩は2人の息子マッデン(Maddan)とその代々の子孫である列王について時代に沿って足早に語り（この中にはシェイクスピアの『リア王』の材源ともなったレイアも含まれている）、ブルートゥスから数えて17代後の子孫にあたるポッレクスとフェッルクス、及び二人の母親のユドーナの間の尊属殺によって締めくくる。ポッレクスらの死後起きた5人の王による内戦を制したコーンウォール王ドンヴァッロおよびその血統へと話は移り、ドンヴァッロの死後その子のベリヌスとブレンニウスの間に継承をめぐる戦が起きたことに触れられて2巻は終わる。

## 日本語訳
- 『ブリタニア列王の事績 : 中世ラテン叙事詩』 瀬谷幸男 訳 論創社 2020年 ISBN 978-4-8460-1917-4